# Bill Martin
Bill Martin (South San Francisco, Califórnia, 22 de janeiro de 1943 — Stanford, Califórnia, 28 de outubro de 2008) foi um artista realista e visionário estadunidense. "As imagens de Bill Martin possuem um poder inexplicável e irresistível", escreveu Walter Hopps, curador da Coleção de Arte Americana do Século XX da Smithsonian Institution.

## Carreira
O trabalho de Martin foi exposto no Museu de Arte Moderna de Nova York (MoMA), no Museu Solomon R. Guggenheim, na Smithsonian Institution, no Whitney Museum em Nova York, na Bienal de Paris, no Art Institute of Chicago e no Museu de Arte Moderna de São Francisco (SFMOMA) – onde esteve no centro da aclamada exposição Baja. Martin iniciou sua carreira na região da Baía de São Francisco e viveu grande parte de sua vida em Mendocino, na Califórnia.

## Legado
O renomado crítico de arte Thomas Albright analisou o trabalho de Martin na Rolling Stone, escrevendo:

"As paisagens que Martin pinta são o tipo de obra que leva meses — às vezes até um ano — para ser finalizada: um artesão meticuloso e mestre da perfeição, ele passa semanas em uma pintura que pode parecer quase pronta a olhos menos exigentes... A especialidade de Martin são telas circulares (em formato tondo), repletas de uma profusão de plantas, árvores, animais, cascatas e riachos, pintadas com cores vibrantes e vivas, e a precisão meticulosa das iluminuras medievais ou da arte em miniatura persa. Mais do que qualquer outro visionário contemporâneo, suas pinturas concretizam o ideal pré-rafaelita da natureza vista através de 'olhos sem pálpebras'."
Albright acrescentou que a arte de Martin "parece carregar a adoração pela natureza e o ideal do homem adâmico que encontrou expressão não apenas na arte pré-rafaelita, mas também nas escolas de pintura de paisagem americana do Rio Hudson e das Montanhas Rochosas, e especialmente nas alegorias transcendentais de Thomas Cole". O próprio Martin reconheceu a influência dos mestres da Escola do Rio Hudson em seu trabalho: "Eles estavam fazendo o que eu queria fazer. Fiquei impressionado com a escala de suas pinturas e sua capacidade de criar profundidade e luminescência. Eu não queria apenas pintar imagens bonitas. Estava buscando algo mais." Anos depois, Martin descreveu a motivação por trás de sua obra: "Parecem existir duas direções distintas, porém compatíveis, na minha arte. A primeira preocupa-se com a representação de realidades imaginadas. A outra, com a representação de realidades percebidas. Ao observar os temas existentes que me atraem para pintar, descubro novas correntes subjacentes em meu próprio subconsciente. Assim, na minha arte, exploro o consciente, o subconsciente e a intercomunicação entre ambos."
O crítico de arte do San Francisco Chronicle, Kenneth Baker, escreveu que Martin tinha "um pé artístico no surrealismo e o outro na tradição da pintura de paisagem americana do século XIX, banhada em luz", praticando "um estilo representacional tão meticuloso que tudo o que ele pinta adquire uma clareza sobrenatural". Martin frequentemente pintava em telas redondas ou semicirculares, sobre as quais Baker comentou:

"O formato semicircular (meio tondo) confere aos seus espaços pictóricos uma curvatura abobadada que os faz parecer mundos completos aos olhos. Embora talvez apenas o fotorrealismo possa se comparar às pinturas de Martin em seu nível de acabamento, seu trabalho nada tem a ver com a câmera. Ele manifesta uma intensidade de imaginação que todos gostaríamos de poder convocar em certos momentos... Suas imagens em meio tondo são declarações obsessivas de amor pela capacidade da pintura de objetificar — e exagerar — as sensações de espaço e luz."
O curador do Whitney Museum, Robert Doty, escreveu que a obra de Martin cria "visões de esplendor arcadiano, paisagens meticulosamente executadas que sugerem uma nostalgia do Éden e a possibilidade de paz e alegria através de uma consciência ampliada da beleza inerente à terra". Stephen Prokopoff, diretor do Museum of Contemporary Art de Chicago, afirmou: "Bill Martin pinta alegorias que se centram em nossa terra como local de geração, para o contínuo processo de mudança e renovação..." Na introdução de Lost Legends, Michael Babcock escreveu:
"Martin toma imagens poderosas e ancestrais, com vida própria, e as apresenta de modo que pareçam novas repetidas vezes. Ao observar uma obra surgida da imaginação de Martin, achamo-la surpreendentemente familiar, como se já existisse em nossa própria mente antes que ele a extraísse e a colocasse na tela."
David Clark, da Artweek, estimou que as reproduções de Martin (e as de seu contemporâneo Gage Taylor) "estão em milhões de paredes por todo o mundo ocidental".

## Formação acadêmica
Bill Martin obteve seu bacharelado e mestrado em Belas Artes no San Francisco Art Institute. Posteriormente, lecionou nesta mesma instituição, além de atuar como professor na Universidade da Califórnia em Berkeley, na Academy of Art College, na San Jose State University e no College of the Redwoods.